# NBAチームロースター一覧
NBA日本公式サイトで公開された全チームのロースターの一覧。

## NBAロースター 一覧
| ウェスタン・カンファレンス サウスウェスト・ディビジョン ダラス・マーベリックス マックス・クリスティー / Max Christie アンソニー・デイビス / Anthony Davis スペンサー・ディンウィディー / Spencer Dinwiddie ダンテ・エクザム / Danté Exum ダニエル・ギャフォード / Daniel Gafford ジェイデン・ハーディー / Jaden Hardy カイリー・アービング / Kyrie Irving デレック・ライブリー2世 / Dereck Lively II ナジ・マーシャル / Naji Marshall ケイレブ・マーティン / Caleb Martin ドワイト・パウエル / Dwight Powell オリビエ＝マクサンス・プロスパー / Olivier-Maxence Prosper クレイ・トンプソン / Klay Thompson P・J・ワシントン / P. J. Washington インアクティブ／2ウェイ契約 ケスラー・エドワーズ / Kessler Edwards カイラー・ケリー / Kylor Kelley ブランドン・ウィリアムズ / Brandon Williams ヒューストン・ロケッツ スティーブン・アダムズ / Steven Adams ケビン・デュラント / Kevin Durant タリ・イーソン / Tari Eason ジェイレン・グリーン / Jalen Green ジェフ・グリーン / Jeff Green アーロン・ホリデー / Aaron Holiday ジョック・ランデール / Jock Landale アルペラン・シェングン / Alperen Şengün リード・シェパード / Reed Sheppard ジャバリ・スミス・ジュニア / Jabari Smith Jr. ジェイデン・スプリンガー / Jaden Springer ジェイショーン・テイト / Jae'Sean Tate アメン・トンプソン / Amen Thompson フレッド・ヴァンブリート / Fred VanVleet キャム・ウィットモア / Cam Whitmore コディ・ゼラー / Cody Zeller インアクティブ／2ウェイ契約 ンフェリー・ダンテ / N'Faly Dante ジャック・マクベイ / Jack McVeigh ネイト・ウィリアムズ / Nate Williams メンフィス・グリズリーズ サンティ・アルダマ / Santi Aldama マービン・バグリー3世 / Marvin Bagley Ⅲ デズモンド・ベイン / Desmond Bane ブランドン・クラーク / Brandon Clarke ザック・イディー / Zach Edey ジェイ・ハフ / Jay Huff GG・ジャクソン / GG Jackson ジャレン・ジャクソン・ジュニア / Jaren Jackson Jr. コルビー・ジョーンズ / Colby Jones ルーク・ケナード / Luke Kennard ジョン・コンチャー / John Konchar アレックス・レン / Alex Len ジャ・モラント / Ja Morant スコッティ・ピッペン・ジュニア / Scotty Pippen Jr. ジェイレン・ウェルズ / Jaylen Wells ビンス・ウィリアムズ・ジュニア / Vince Williams Jr. インアクティブ／2ウェイ契約 ザイオン・プリン / Zyon Pullin キャム・スペンサー / Cam Spencer ニューオーリンズ・ペリカンズ ホセ・アルバラード / Jose Alvarado ブルース・ブラウン / Bruce Brown ジャボンテ・グリーン / Javonte Green ジョーダン・ホーキンス / Jordan Hawkins ハーバート・ジョーンズ / Herbert Jones カルロ・マトコビッチ / Karlo Matković ジョーダン・プール / Jordan Poole イブ・ミッシ / Yves Missi トレイ・マーフィー3世 / Trey Murphy III デジャンテ・マレー / Dejounte Murray ケリー・オリニク / Kelly Olynyk アントニオ・リーブス / Antonio Reeves ジェレマイア・ロビンソン＝アール / Jeremiah Robinson-Earl ダニエル・タイス / Daniel Theis ザイオン・ウィリアムソン / Zion Williamson インアクティブ／2ウェイ契約 ブランドン・ボストン・ジュニア / Brandon Boston Jr. キーオン・ブルックス・ジュニア / Keion Brooks Jr. ジャマール・ケイン / Jamal Cain サンアントニオ・スパーズ ハリソン・バーンズ / Harrison Barnes カーター・ブライアント / Carter Bryant ステフォン・キャッスル / Stephon Castle ジュリアン・シャンパニー / Julian Champagnie ディアロン・フォックス / De'Aaron Fox ディラン・ハーパー / Dylan Harper ケルドン・ジョンソン / Keldon Johnson ジョーダン・マクラフリン / Jordan McLaughlin ルーク・コーネット / Luke Kornet ケリー・オリニク / Kelly Olynyk ジェレミー・ソーハン / Jeremy Sochan デビン・バッセル / Devin Vassell リンディ・ウォーターズ3世 / w:Lindy Waters IIILindy Waters III ビクター・ウェンバンヤマ / Victor Wembanyama インアクティブ／2ウェイ契約 デヴィッド・ジョーンズ＝ガルシア / David Jones-Garcia ハリソン・イングラム / Harrison Ingram ライリー・ミニックス / Riley Minix ノースウェスト・ディビジョン デンバー・ナゲッツ クリスチャン・ブラウン / Christian Braun ブラッコ・チャンチャー / Vlatko Čančar アーロン・ゴードン / Aaron Gordon ダロン・ホームズ2世 / DaRon Holmes II キャメロン・ジョンソン / Cameron Johnson ニコラ・ヨキッチ / Nikola Jokić デアンドレ・ジョーダン / DeAndre Jordan ジャマール・マレー / Jamal Murray ジーク・ナジ / Zeke Nnaji ジェイレン・ピケット / Jalen Pickett ダリオ・サリッチ / Dario Šarić ジュリアン・ストローザー / Julian Strawther ハンター・タイソン / Hunter Tyson ペイトン・ワトソン / Peyton Watson ラッセル・ウェストブルック / Russell Westbrook インアクティブ／2ウェイ契約 トレイ・アレクサンダー / Trey Alexander PJ・ホール / PJ Hall スペンサー・ジョーンズ / Spencer Jones ミネソタ・ティンバーウルブズ ニキール・アレクサンダー＝ウォーカー / Nickeil Alexander-Walker マイク・コンリー / Mike Conley ロブ・ディリングハム / Rob Dillingham ダンテ・ディヴィンチェンゾ / Donte DiVincenzo アンソニー・エドワーズ / Anthony Edwards ルカ・ガーザ / Luka Garza ルディ・ゴベア / Rudy Gobert ジョー・イングルス / Joe Ingles ジョシュ・マイノット / Josh Minott ジェイデン・マクダニエルズ / Jaden McDaniels レナード・ミラー / Leonard Miller ジュリアス・ランドル / Julius Randle ナズ・リード / Naz Reid テレンス・シャノン・ジュニア / Terrence Shannon Jr. インアクティブ／2ウェイ契約 ジェイレン・クラーク / Jaylen Clark ジェシー・エドワーズ / Jesse Edwards トリステン・ニュートン / Isaiah Wong オクラホマシティ・サンダー アレックス・カルーソ / Alex Caruso ウスマン・ジェン / Ousmane Dieng ルゲンツ・ドート / Luguentz Dort シェイ・ギルジアス＝アレクサンダー / Shai Gilgeous-Alexander アイザイア・ハーテンシュタイン / Isaiah Hartenstein チェット・ホルムグレン / Chet Holmgren アイザイア・ジョー / Isaiah Joe ディロン・ジョーンズ / Dillon Jones ニコラ・トピッチ / Nikola Topić ケイソン・ウォーレス / Cason Wallace アーロン・ウィギンズ / Aaron Wiggins ジェイレン・ウィリアムズ / Jalen Williams ジェイリン・ウィリアムズ / Jaylin Williams ケンリッチ・ウィリアムズ / Kenrich Williams インアクティブ／2ウェイ契約 アレックス・デューカス / Alex Ducas アダム・フラグラー / Adam Flagler エイジェイ・ミッチェル / Ajay Mitchell ポートランド・トレイルブレイザーズ デニ・アヴディア / Deni Avdija ディアンドレ・エイトン / Deandre Ayton ダラーノ・バントン / Dalano Banton トゥマニ・カマラ / Toumani Camara ドノバン・クリンガン / Donovan Clingan ドリュー・ホリデー / Jrue Holiday ジェラミ・グラント / Jerami Grant スクート・ヘンダーソン / Scoot Henderson クリス・マレー / Kris Murray ドゥオップ・リース / Duop Reath ライアン・ルパート / Rayan Rupert シェイドン・シャープ / Shaedon Sharpe マティス・サイブル / Matisse Thybulle ジャバリ・ウォーカー / Jabari Walker ロバート・ウィリアムズ3世 / Robert Williams III インアクティブ／2ウェイ契約 ブライス・マクゴーウェンズ / Bryce McGowens ジャスティン・ミナヤ / Justin Minaya タゼ・ムーア / Tazé Moore ユタ・ジャズ カイル・アンダーソン / Kyle Anderson ジョーダン・クラークソン / Jordan Clarkson アイザイア・コリアー / Isaiah Collier カイル・フィリパウスキー / Kyle Filipowski キヨンテ・ジョージ / Keyonte George テイラー・ヘンドリックス / Taylor Hendricks ジョニー・ジューザン / Johnny Juzang ウォーカー・ケスラー / Walker Kessler ケビン・ラブ / Kevin Love ラウリ・マルカネン / Lauri Markkanen ケニオン・マーティン・ジュニア / Kenyon Martin Jr. スビ・ミハイリュク / Svi Mykhailiuk ブライス・センサボー / Brice Sensabaugh コリン・セクストン / Collin Sexton コディ・ウィリアムズ / Cody Williams インアクティブ／2ウェイ契約 エライジャ・ハークレス / Elijah Harkless マイカ・ポッター / Micah Potter オスカー・シブエ / Oscar Tshiebwe パシフィック・ディビジョン ゴールデンステート・ウォリアーズ ジミー・バトラー / Jimmy Butler ステフィン・カリー / Stephen Curry ドレイモンド・グリーン / Draymond Green バディ・ヒールド / Buddy Hield トレイス・ジャクソン＝デイビス / Trayce Jackson-Davis ジョナサン・クミンガ / Jonathan Kuminga ケヴォン・ルーニー / Kevon Looney モーゼス・ムーディー / Moses Moody ゲイリー・ペイトン2世 / Gary Payton II ブランディン・ポジェムスキー / Brandin Podziemski ギー・サントス / Gui Santos インアクティブ／2ウェイ契約 クインテン・ポスト / Quinten Post パット・スペンサー / Pat Spencer ロサンゼルス・クリッパーズ モー・バンバ / Mo Bamba ニコラス・バトゥーム / Nicolas Batum マージョン・ボーチャンプ / MarJon Beauchamp ボグダン・ボグダノビッチ / Bogdan Bogdanović コービー・ブラウン / Kobe Brown キャム・クリスティー / Cam Christie アミール・コフィー / Amir Coffey ジョン・コリンズ / John Collins クリス・ダン / Kris Dunn ドリュー・ユーバンクス / Drew Eubanks ジェームズ・ハーデン / James Harden デリック・ジョーンズ・ジュニア / Derrick Jones Jr. カワイ・レナード / Kawhi Leonard パティ・ミルズ / Patty Mills クリス・ポール / Chris Paul イビツァ・ズバッツ / Ivica Zubac インアクティブ／2ウェイ契約 トレンティン・フラワーズ / Trentyn Flowers カイ・ジョーンズ / Kai Jones ジョーダン・ミラー / Jordan Miller ロサンゼルス・レイカーズ ルカ・ドンチッチ / Luka Dončić ドリアン・フィニー＝スミス / Dorian Finney-Smith 八村塁 / Rui Hachimura ジャクソン・ヘイズ / Jaxson Hayes ブロニー・ジェームズ / Bronny James レブロン・ジェームズ / LeBron James マキシ・クレバー / Maxi Kleber シェイク・ミルトン / Shake Milton マーキーフ・モリス / Markieff Morris オースティン・リーブス / Austin Reaves ジャレッド・バンダービルト / Jarred Vanderbilt ゲイブ・ビンセント / Gabe Vincent マーク・ウィリアムズ / Mark Williams クリスチャン・ウッド / Christian Wood インアクティブ／2ウェイ契約 トレイ・ジェミソン / Trey Jemison クリスチャン・コロコ / Christian Koloko アーメル・トラオレ / Armel Traoré フェニックス・サンズ グレイソン・アレン / Grayson Allen ブラッドリー・ビール / Bradley Beal ボル・ボル / Bol Bol デビン・ブッカー / Devin Booker ディロン・ブルックス / Dillon Brooks ライアン・ダン / Ryan Dunn オソ・イゴダロ / Oso Ighodaro タイアス・ジョーンズ / Tyus Jones デイミオン・リー / Damion Lee コディ・マーティン / Cody Martin バシリエ・ミチッチ / Vasilije Micić モンテ・モリス / Monté Morris ジョシュ・オコーギー / Josh Okogie ロイス・オニール / Royce O'Neale メイソン・プラムリー / Mason Plumlee ニック・リチャーズ / Nick Richards インアクティブ／2ウェイ契約 ジェイレン・ブリッジズ / Jalen Bridges コリン・ギレスピー / Collin Gillespie タイタイ・ワシントン / TyTy Washington Jr. サクラメント・キングス デビン・カーター / Devin Carter ジェイ・クラウダー / Keon Ellis デマー・デローザン / DeMar DeRozan キーオン・エリス / Keon Ellis ジェイク・ラレイビア / Jake LaRavia ザック・ラビーン / Zach LaVine トレイ・ライルズ / Trey Lyles ダグ・マクダーモット / Doug McDermott マリーク・モンク / Malik Monk キーガン・マレー / Keegan Murray ドマンタス・サボニス / Domantas Sabonis ヨナス・ヴァランチューナス / Jonas Valančiūnas インアクティブ／2ウェイ契約 アイザイア・クロフォード / Isaiah Crawford メイソン・ジョーンズ / Mason Jones アイザック・ジョーンズ / Isaac Jones | イースタン・カンファレンス アトランティック・ディビジョン ボストン・セルティックス ジェイレン・ブラウン / Jaylen Brown サム・ハウザー / Sam Hauser アル・ホーフォード / Al Horford クリスタプス・ポルジンギス / Kristaps Porziņģis ペイトン・プリチャード / Payton Pritchard ニーミアス・クエタ / Neemias Queta ベイラー・シャイアマン / Baylor Scheierman アンファニー・サイモンズ / Anfernee Simons ジェイソン・テイタム / Jayson Tatum ゼイビア・ティルマン / Xavier Tillman デリック・ホワイト / Derrick White ジョーダン・ウォルシュ / Jordan Walsh インアクティブ／2ウェイ契約 JD・デイビソン / JD Davison ドリュー・ピーターソン / Drew Peterson アントン・ワトソン / Anton Watson ブルックリン・ネッツ ボヤン・ボグダノビッチ / Bojan Bogdanović ニコラス・クラクストン / Nic Claxton ノア・クラウニー / Noah Clowney キーオン・ジョンソン / Keon Johnson マクスウェル・ルイス / Maxwell Lewis ディアンソニー・メルトン / De'Anthony Melton マイケル・ポーター・ジュニア / Michael Porter Jr. ディアンジェロ・ラッセル / D'Angelo Russell デイロン・シャープ / Day'Ron Sharpe ベン・シモンズ / Ben Simmons キャメロン・トーマス / Cam Thomas トレンドン・ワトフォード / Trendon Watford ダリク・ホワイトヘッド / Dariq Whitehead ザイア・ウィリアムズ / Ziaire Williams ジェイレン・ウィルソン / Jalen Wilson インアクティブ／2ウェイ契約 リース・ビークマン / Reece Beekman トゥーサン・エヴォーマン / Tosan Evbuomwan タイリース・マーティン / Jaylen Martin ニューヨーク・ニックス プレシャス・アチュワ / Precious Achiuwa OG・アヌノビー / OG Anunoby ミカル・ブリッジズ / Mikal Bridges ジェイレン・ブランソン / Jalen Brunson パコム・ダディエ / Pacǒme Dadiet ジョシュ・ハート / Josh Hart タイラー・コレック / Tyler Kolek マイルズ・マクブライド / Miles McBride キャメロン・ペイン / Cameron Payne ミッチェル・ロビンソン / Mitchell Robinson ランドリー・シャメット / Landry Shamet マット・ライアン / Matt Ryan カール＝アンソニー・タウンズ / Karl-Anthony Towns デロン・ライト / Delon Wright インアクティブ／2ウェイ契約 アリエル・フクポルティ / Ariel Hukporti ケビン・マッカラー・ジュニア / Kevin McCullar Jr. ジェイコブ・トッピン / Jacob Toppin フィラデルフィア・76ers アデム・ボナ / Adem Bona ジャレッド・バトラー / Jared Butler リッキー・カウンシル4世 / Ricky Council Ⅳ アンドレ・ドラモンド / Andre Drummond ジョエル・エンビード / Joel Embiid ポール・ジョージ / Paul George エリック・ゴードン / Eric Gordon クエンティン・グライムズ / Quentin Grimes カイル・ラウリー / Kyle Lowry タイリース・マクシー / Tyrese Maxey ジャレッド・マケイン / Jared McCain ケリー・ウーブレ / Kelly Oubre Jr. グエルション・ヤブセレ / Guerschon Yabusele インアクティブ／2ウェイ契約 ジェフ・ダウティン / Jeff Dowtin ジャスティン・エドワーズ / Justin Edwards トロント・ラプターズ オチャイ・アバジ / Ochai Agbaji スコッティ・バーンズ / Scottie Barnes RJ・バレット / RJ Barrett クリス・ブーシェ / Chris Boucher グレイディ・ディック / Gradey Dick ブランドン・イングラム / Brandon Ingram サンドロ・マムケラシュビリ / Sandro Mamukelashvili ジョナサン・モグボ / Jonathan Mogbo ヤコブ・パートル / Jakob Pöltl イマニュエル・クイックリー / Immanuel Quickley ジャマール・シェッド / Jamal Shead ギャレット・テンプル / Garrett Temple P・J・タッカー / P. J. Tucker ジャコービー・ウォルター / Ja'Kobe Walter ジェームズ・ワイズマン / James Wiseman インアクティブ／2ウェイ契約 ジェイミソン・バトル / Jamison Battle ウルリッシュ・ショムシェ / Ulrich Chomche A・J・ローソン / A. J. Lawson セントラル・ディビジョン シカゴ・ブルズ マタス・ブゼリス / Matas Buzelis ジェヴォン・カーター / Jevon Carter ザック・コリンズ / Zach Collins アヨ・ドスンム / Ayo Dosunmu ジョシュ・ギディー / Josh Giddey テイレン・ホートン＝タッカー / Talen Horton-Tucker ケビン・ハーター / Kevin Huerter トレ・ジョーンズ / Tre Jones アイザック・オコロ / Isaac Okoro ジュリアン・フィリップス / Julian Phillips ジェイレン・スミス / Jalen Smith デイレン・テリー / Dalen Terry ニコラ・ブーチェビッチ / Nikola Vučević コービー・ホワイト / Coby White パトリック・ウィリアムズ / Patrick Williams インアクティブ／2ウェイ契約 E・J・リデル / E. J. Liddell エマニュエル・ミラー / Emanuel Miller アダマ・サノゴ / Adama Sanogo ・河村勇輝 クリーブランド・キャバリアーズ ジャレット・アレン / Jarrett Allen ロンゾ・ボール / Lonzo Ball ダリアス・ガーランド / Darius Garland デアンドレ・ハンター / De'Andre Hunter タイ・ジェローム / Ty Jerome サム・メリル / Sam Merrill ドノバン・ミッチェル / Donovan Mitchell エバン・モーブリー / Evan Mobley クレイグ・ポーター・ジュニア / Craig Porter Jr. マックス・ストゥルース / Max Strus トリスタン・トンプソン / Tristan Thompson ジェイロン・タイソン / Jaylon Tyson ディーン・ウェイド / Dean Wade インアクティブ／2ウェイ契約 エモニ・ベイツ / Emoni Bates JT・ソー / JT Thor ルーク・トラバース / Luke Travers デトロイト・ピストンズ マリーク・ビーズリー / Malik Beasley ケイド・カニングハム / Cade Cunningham ジェイレン・デューレン / Jalen Duren ダンカン・ロビンソン / Duncan Robinson ティム・ハーダウェイ・ジュニア / Tim Hardaway Jr. トバイアス・ハリス / Tobias Harris ロン・ホランド / Ron Holland ジェイデン・アイビー / Jaden Ivey ウェンデル・ムーア・ジュニア / Wendell Moore Jr. ポール・リード / Paul Reed マーカス・サッサー / Marcus Sasser デニス・シュルーダー / Dennis Schröder アイザイア・スチュワート / Isaiah Stewart アサー・トンプソン / Ausar Thompson リンディ・ウォーターズ3世 / Lindy Waters III インアクティブ／2ウェイ契約 ロン・ハーパー・ジュニア / Ron Harper Jr. ダニス・ジェンキンス / Dannis Jenkins トル・スミス / Tolu Smith インディアナ・ペイサーズ トーマス・ブライアント / Thomas Bryant ジョニー・ファーフィー / Johnny Furphy タイリース・ハリバートン / Tyrese Haliburton アイザイア・ジャクソン / Isaiah Jackson ジェームズ・ジョンソン / James Johnson ベネディクト・マサリン / Bennedict Mathurin T・J・マッコネル / T. J. McConnell アンドリュー・ネムハード / Andrew Nembhard アーロン・ネスミス / Aaron Nesmith ベン・シェパード / Ben Sheppard パスカル・シアカム / Pascal Siakam オビ・トッピン / Obi Toppin マイルズ・ターナー / Myles Turner ジャレス・ウォーカー / Jarace Walker インアクティブ／2ウェイ契約 レイジェイ・デニス / RayJ Dennis エンリケ・フリーマン / Enrique Freeman クエントン・ジャクソン / QUenton Jackson ミルウォーキー・バックス ヤニス・アデトクンボ / Giannis Antetokounmpo パット・コノートン / Pat Connaughton A・J・グリーン / A.J. Green アンドレ・ジャクソン・ジュニア / Andre Jackson Jr. カイル・クーズマ / Kyle Kuzma デイミアン・リラード / Damian Lillard クリス・リビングストン / Chris Livingston ブルック・ロペス / Brook Lopez ケビン・ポーター・ジュニア / Kevin Porter Jr. ボビー・ポーティス / Bobby Portis トーリアン・プリンス / Taurean Prince ジェリコ・シムズ / Jericho Sims タイラー・スミス / Tyler Smith ゲイリー・トレント・ジュニア / Gary Trent Jr. インアクティブ／2ウェイ契約 リアム・ロビンズ / Liam Robbins ライアン・ロリンズ / Ryan Rollins スタンリー・ウムデ / Stanley Umude サウスイースト・ディビジョン アトランタ・ホークス コービー・バフキン / Kobe Bufkin クリント・カペラ / Clint Capela ダイソン・ダニエルズ / Dyson Daniels モハメド・ゲイ / Mouhamed Gueye ボーンズ・ハイランド / Bones Hyland ジェイレン・ジョンソン / Jalen Johnson ヴィト・クレイチ / Vít Krejčí カリス・レヴァート / Caris LeVert テレンス・マン / Terance Mann ギャリソン・マシューズ / Garrison Mathews ラリー・ナンス・ジュニア / Larry Nance Jr. ジョージ・ニアン / Georges Niang オニエカ・オコング / Onyeka Okongwu ザカリー・リザシェイ / Zaccharie Risacher デビッド・ロディー / David Roddy トレイ・ヤング / Trae Young インアクティブ／2ウェイ契約 ドミニック・バーロー / Dominick Barlow デイクウォン・プラウデン / Daeqwon Plowden キートン・ウォーレス / Keaton Wallace シャーロット・ホーネッツ ラメロ・ボール / LaMelo Ball マイルズ・ブリッジズ / Miles Bridges セス・カリー / Seth Curry タージ・ギブソン / Taj Gibson ジョシュ・グリーン / Josh Green デイクアン・ジェフリーズ / DaQuan Jeffries ダルトン・コネクト / Dalton Knecht トレ・マン / Tre Mann ブランドン・ミラー / Brandon Miller ユスフ・ヌルキッチ / Jusuf Nurkić キャム・レディッシュ / Cam Reddish ティジャン・サラーン / Tidjane Salaün ニック・スミス・ジュニア / Nick Smith Jr. グラント・ウィリアムズ / Grant Williams インアクティブ／2ウェイ契約 ムサ・ディアバテ / Moussa Diabaté KJ・シンプソン / KJ Simpson アイザイア・ウォン / Isaiah Wong マイアミ・ヒート バム・アデバヨ / Bam Adebayo アレック・バークス / Alec Burks タイラー・ヒーロー / Tyler Herro ヘイウッド・ハイスミス / Haywood Highsmith ハイメ・ハーケス・ジュニア / Jaime Jaquez Jr. ケシャド・ジョンソン / Keshad Johnson ニコラ・ヨビッチ / Nikola Jović ペレ・ラーソン / Pelle Larsson デイビオン・ミッチェル / Davion Mitchell ノーマン・パウエル / Norman Powell シモーネ・フォンテッキオ / Simone Fontecchio テリー・ロジアー / Terry Rozier カリル・ウェア / Kel'el Ware アンドリュー・ウィギンズ / Andrew Wiggins インアクティブ／2ウェイ契約 ジョシュ・クリストファー / Josh Christopher ドリュー・スミス / Dru Smith アイザイア・スティーブンス / Isaiah Stevens オーランド・マジック コール・アンソニー / Cole Anthony パオロ・バンケロ / Paolo Banchero ゴガ・ビターゼ / Goga Bitadze アンソニー・ブラック / Anthony Black ケンテイビアス・コールドウェル＝ポープ / Kentavious Caldwell-Pope ウェンデル・カーター・ジュニア / Wendell Carter Jr. トリスタン・ダ・シウバ / Tristan de Silva ゲイリー・ハリス / Gary Harris ケイレブ・ヒュースタン / Caleb Houstan ジェット・ハワード / Jett Howard ジョナサン・アイザック / Jonathan Isaac コーリー・ジョセフ / Corey Joseph ジェイレン・サッグス / Jalen Suggs フランツ・ワグナー / Franz Wagner モリツ・ワグナー / Moritz Wagner インアクティブ／2ウェイ契約 マック・マクラング / Mac McClung トレベリン・クイーン / Trevelin Queen ワシントン・ウィザーズ サディック・ベイ / Saddiq Bey マルコム・ブログドン / Malcolm Brogdon カールトン・カリントン / Bub Carrington ビラル・クリバリ / Bilal Coulibaly ジョニー・デイビス / Johnny Davis キーショーン・ジョージ / Kyshawn George アンソニー・ギル / Anthony Gill リショーン・ホームズ / Richaun Holmes AJ・ジョンソン / AJ Johnson コーリー・キスパート / Corey Kispert CJ・マッカラム / CJ McCollum クリス・ミドルトン / Khris Middleton アレクサンドル・サー / Alex Sarr マーカス・スマート / Marcus Smart インアクティブ／2ウェイ契約 ジャスティン・シャンパニー / Justin Champagnie トリスタン・ブクチェヴィッチ / Tristan Vukčević |